# Typ 100 Maschinenpistole
Die Typ 100 Maschinenpistole (japanisch 一〇〇式機関短銃 Hyaku-shiki kikan-tanjū) ist eine Maschinenpistole, die im Kaiserreich Japan während der frühen Shōwa-Zeit entwickelt wurde. Eingesetzt wurde sie vornehmlich im Pazifikkrieg.

## Geschichte
Die Maschinenpistole wurde auf Grundlage der Bergmann MP18 von Kijiro Nambu entworfen und erste Prototypen wurden der Kaiserlich Japanischen Armee im Jahr 1939 vorgeführt, woraufhin sie im Jahr 1940 offiziell eingeführt wurde. Das „100“ in der Typbezeichnung bezieht darauf, dass das Jahr 1940 dem Jahr 2600 im japanischen Kalender entspricht, wobei die letzten beiden Ziffern „00“ als „100“ im Waffennamen eingesetzt werden.
Zunächst wurde die Waffe in einer Version mit Holzschaft und einer Fallschirmjäger-Version produziert, bis Materialknappheit der japanischen Industrie im Jahr 1944 die Produktion einer vereinfachten Version nötig machte, deren Kadenz um 350 Schuss pro Minute auf 800 Schuss pro Minute erhöht war.
Im Pazifikkrieg setzten japanische Fallschirmjäger wie z. B. die Giretsu Kūteitai die Waffen ein, um Ölfelder in niederländischem Besitz und auf den Marianen-Inseln stationierte Bomber anzugreifen. Dabei erwies sich die Waffe als äußerst effektiv.
Insgesamt wurden im Kaiserreich Japan maximal 14.000 Stück (inklusive aller Variationen) dieser Waffe produziert. Nach dem Krieg fand die Waffe keine Verbreitung bei den Japanischen Selbstverteidigungskräften, sie wurden aber in geringem Umfang in nahen Konflikten in Korea und Vietnam eingesetzt.

## Funktion
Die Waffe ist ein Vollautomat, dessen gekrümmtes Kastenmagazin seitlich von links her eingeführt wird, während die Hülsen nach rechts ausgeworfen werden. Die Waffe verschießt das Kaliber 8 × 22 mm Nambu.